# Smaragdina jordanica
Smaragdina jordanica là một loài bọ cánh cứng trong họ Chrysomelidae. Loài này được Medvedev & Katbeh-Bader miêu tả khoa học năm 2002.